# Campionato mondiale Supermoto 2005
La stagione 2005 del Campionato mondiale Supermoto ha incoronato nella categoria S1 il belga Gerald Delepine su Husqvarna e nella categoria S2 il francese Boris Chambon su KTM dopo molti anni di attività nella Supermoto. I titoli costruttori S1 e S2 finiscono rispettivamente a KTM e Husqvarna.
Nel 2005 viene introdotta una nuova formula di gara che verrà poi mantenuta per tutte le successive stagioni: per ogni GP vengono disputate due manche (25 punti ciascuna al primo classificato) delle quali la seconda è la discriminante in caso di pari punti. Con questa formula di gara il punteggio massimo ottenibile in un GP è di 50 punti.

## S1
Nel 2005 la classe S1 era caratterizzata da cilindrate variabili da superiore a 450 cm³ a un massimo di 750, 2t e 4t.

### Gran Premi del 2005
|   | Nome                              | Paese              | Località                 | Data         |
| 1 | Gran Premio d' Europa             | Italia             | Castelletto di Branduzzo | 1º maggio    |
| 2 | Gran Premio di Belgio             | Belgio             | Namur                    | 8 maggio     |
| 3 | Gran Premio della Repubblica Ceca | Repubblica Ceca    | Sosnová                  | 22 maggio    |
| 4 | Gran Premio d'Austria             | Austria            | Melk                     | 19 giugno    |
| 5 | Gran Premio d'Irlanda             | (Irlanda del Nord) | Bishopscourt             | 10 settembre |
| 6 | Gran Premio del Mediterraneo      | Italia             | Jesolo                   | 2 ottobre    |
| 7 | Gran Premio di Grecia             | Grecia             | Atene                    | 30 ottobre   |
| 8 | Gran Premio d'Italia              | Italia             | Latina                   | 13 novembre  |

### Principali piloti iscritti alla S1 nel 2005
|    | Pilota                | Team                        | Moto             |
| -- | --------------------- | --------------------------- | ---------------- |
| 1  | Thierry Van Den Bosch | KTM Red Bull Factory        | SMS 660 Factory  |
| 3  | Gerald Delepine       | Husqvarna Cross2R Factory   | SM 660RR Factory |
| 4  | Max Manzo             | Aprilia IP Off Road Factory | SXV 550 Factory  |
| 5  | Ivan Lazzarini        | Husqvarna Cross2R Factory   | SM 660RR Factory |
| 7  | Valter Bartolini      | TM Racing Factory           | SMX 700 Factory  |
| 8  | Fabrice Lecoanet      | Aprilia HP Moto             | SXV 550          |
| 9  | Marcel Goetz          | KTM Fabag                   | SMC 650          |
| 12 | Bernd Hiemer          | KTM Red Bull Factory        | SMS 660 Factory  |
| 21 | Christian Iddon       | Husaberg UK                 | FS 650           |
| 60 | Samuel Warren         | Husaberg UK                 | FS 650           |
| 88 | Lorenzo Mariani       | KTM LP Moto                 | SMC 650          |
| 95 | Jürgen Künzel         | KTM Red Bull Factory        | SMS 660 Factory  |

### Classifica finale piloti S1 (Top 10)
| Pos | Pilota                | Moto/Team                   | EUR 1 | EUR 2 | BEL 1 | BEL 2 | CZE 1 | CZE 2 | AUT 1 | AUT 2 | IRL 1 | IRL 2 | MED 1 | MED 2 | GRE 1 | GRE 2 | ITA 1 | ITA 2 | Punti |
| --- | --------------------- | --------------------------- | ----- | ----- | ----- | ----- | ----- | ----- | ----- | ----- | ----- | ----- | ----- | ----- | ----- | ----- | ----- | ----- | ----- |
| 1   | Gerald Delepine       | Husqvarna Cross2R Factory   | 1     | 2     | 1     | 1     | 2     | 24    | 2     | 7     | 3     | 3     | 1     | 1     | 4     | 3     | 4     | 6     | 316   |
| 2   | Bernd Hiemer          | KTM Red Bull Factory        | 3     | 4     | 4     | 3     | 6     | 2     | 1     | 1     | 9     | 2     | 8     | 10    | 3     | 2     | 2     | 2     | 307   |
| 3   | Thierry Van Den Bosch | KTM Red Bull Factory        | 4     | 1     | 2     | 2     | 1     | 1     | 16    | rit.  | 1     | 17    | 5     | 6     | 1     | 1     | 1     | 1     | 302   |
| 4   | Ivan Lazzarini        | Husqvarna Cross2R Factory   | 2     | 3     | 13    |       | 3     | 3     | 3     | rit.  | 2     | 1     | 3     | 2     | 2     | rit.  | 5     | 3     | 257   |
| 5   | Christophe Bertrand   | KTM Memory Corp             | 13    | 15    | 7     | 6     | 7     | 4     | 6     | 10    | 4     | 6     | 7     | 7     | 5     | 7     | 10    | 16    | 208   |
| 6   | Christian Iddon       | Husaberg UK                 | 7     | 9     | 10    | 4     | 4     | 5     | 5     | 3     | 5     | 19    | rit.  | 5     | rit.  | 8     | 6     | 4     | 205   |
| 7   | Max Manzo             | Aprilia IP Off Road Factory |       |       | 8     | 21    | 8     | 11    | 4     | 2     | rit.  | 4     | 2     | 3     | 6     | 5     |       |       | 167   |
| 8   | Valter Bartolini      | TM Racing Factory           | 5     | 6     | 20    | 19    | 10    | 6     | 8     | 19    | 6     | 5     | 26    | 15    | 8     | 6     |       |       | 139   |
| 9   | Marcel Goetz          | KTM Fabag                   | 6     | 5     |       |       | 5     | 7     | 11    | 11    |       |       | 9     | 11    |       |       | 9     | 7     | 129   |
| 10  | Lorenzo Mariani       | KTM LP Moto                 |       |       |       |       | 15    | 12    | 15    | rit.  | 10    | 7     | 4     | 4     | 10    | rit.  | 7     | 8     | 120   |
| Pos | Pilota                | Moto                        | EUR 1 | EUR 2 | BEL 1 | BEL 2 | CZE 1 | CZE 2 | AUT 1 | AUT 2 | IRL 1 | IRL 2 | MED 1 | MED 2 | GRE 1 | GRE 2 | ITA 1 | ITA 2 | Punti |

### Classifica finale costruttori S1
| Pos | Casa      | Paese    | EUR 1 | EUR 2 | BEL 1 | BEL 2 | CZE 1 | CZE 2 | AUT 1 | AUT 2 | IRL 1 | IRL 2 | MED 1 | MED 2 | GRE 1 | GRE 2 | ITA 1 | ITA 2 | Punti |
| --- | --------- | -------- | ----- | ----- | ----- | ----- | ----- | ----- | ----- | ----- | ----- | ----- | ----- | ----- | ----- | ----- | ----- | ----- | ----- |
| 1   | KTM       | Austria  | 3     | 1     | 2     | 2     | 1     | 1     | 1     | 1     | 1     | 2     | 4     | 4     | 1     | 1     | 1     | 1     | 182   |
| 2   | Husqvarna | Italia   | 1     | 2     | 1     | 1     | 2     | 3     | 2     | 7     | 2     | 1     | 1     | 1     | 2     | 3     | 4     | 3     | 180   |
| 3   | Husaberg  | Svezia   | 7     | 9     | 3     | 4     | 4     | 5     | 5     | 3     | 5     | 19    | 12    | 5     | 9     | 8     | 6     | 4     | 114   |
| 4   | Aprilia   | Italia   | 17    | 7     | 8     | 12    | 8     | 9     | 4     | 2     | rit.  | 4     | 2     | 3     | 6     | 5     | 8     | 13    | 109   |
| 5   | Yamaha    | Giappone | 9     | 11    | 12    | 10    | 17    | 16    | 19    | 13    | 12    | 9     | 6     | 8     | 12    | 10    | 16    | 25    | 75    |
| 6   | TM        | Italia   | 5     | 6     | 20    | 19    | 10    | 6     | 8     | 20    | 6     | 5     | 26    | 15    | 8     | 6     | 12    | 14    | 74    |
| 7   | Honda     | Giappone | 11    | 10    | 16    | 13    | 20    | 17    | 9     | 8     | 7     | 8     | 11    | 13    | 20    | 15    | 24    | 22    | 53    |
| 8   | Gas Gas   | Spagna   |       |       | 6     | 8     |       |       |       |       |       |       |       |       |       |       |       |       | 14    |
| 9   | Suzuki    | Giappone | 19    | 18    | 22    | 20    | 23    | 20    | 27    | 23    | 17    | 14    | 27    |       | 22    | 21    | 29    | 29    | 7     |
| 10  | Vor       | Italia   |       |       |       |       |       |       |       |       |       |       | 25    | 26    |       |       |       |       | 0     |
| Pos | Casa      | Paese    | EUR 1 | EUR 2 | BEL 1 | BEL 2 | CZE 1 | CZE 2 | AUT 1 | AUT 2 | IRL 1 | IRL 2 | MED 1 | MED 2 | GRE 1 | GRE 2 | ITA 1 | ITA 2 | Punti |

## S2
Nel 2006 la classe S2 era caratterizzata dalla cilindrata limite 450 cm³ 4t o 250 cm³ 2t.

### Gran Premi del 2005
|   | Nome                              | Paese              | Località                 | Data         |
| 1 | Gran Premio d' Europa             | Italia             | Castelletto di Branduzzo | 1º maggio    |
| 2 | Gran Premio di Belgio             | Belgio             | Namur                    | 8 maggio     |
| 3 | Gran Premio della Repubblica Ceca | Repubblica Ceca    | Sosnová                  | 22 maggio    |
| 4 | Gran Premio d'Austria             | Austria            | Melk                     | 19 giugno    |
| 5 | Gran Premio d'Irlanda             | (Irlanda del Nord) | Bishopscourt             | 10 settembre |
| 6 | Gran Premio del Mediterraneo      | Italia             | Jesolo                   | 2 ottobre    |
| 7 | Gran Premio di Grecia             | Grecia             | Atene                    | 30 ottobre   |
| 8 | Gran Premio d'Italia              | Italia             | Latina                   | 13 novembre  |

### Principali piloti iscritti alla S2 nel 2005
|     | Pilota             | Team                        | Moto             |
| --- | ------------------ | --------------------------- | ---------------- |
| 1   | Jérôme Giraudo     | Aprilia IP Off Road Factory | SXV 450 Factory  |
| 2   | Max Verderosa      | Honda Verderosa Racing      | CR-F 450         |
| 4   | Adrien Chareyre    | Husqvarna SIMA              | SM 450RR         |
| 5   | Frédéric Bolley    | Aprilia IP Off Road Factory | SXV 450 Factory  |
| 11  | Davide Gozzini     | Husqvarna Cross2R Factory   | SM 450RR Factory |
| 14  | Thomas Chareyre    | Husqvarna SIMA              | SM 450RR         |
| 16  | Andrea Bartolini   | Yamaha Ricci Racing         | YZ-F 450         |
| 26  | Matthew Winstanley | KTM Robinsons UK            | SMR 450          |
| 38  | Fabio Balducci     | Honda HM Giletti Assomotor  | CR-F 450         |
| 75  | Boris Chambon      | KTM Red Bull Factory        | SMR 450 Factory  |
| 100 | Eddy Seel          | Husqvarna Cross2R Factory   | SM 450RR Factory |
| 121 | Massimo Beltrami   | Honda HM Giletti Assomotor  | CR-F 450         |
| 891 | Trampas Parker     | Honda Daverio Formula       | CR-F 450         |

### Classifica finale piloti S2 (Top 10)
| Pos | Pilota           | Moto/Team                   | EUR 1 | EUR 2 | BEL 1 | BEL 2 | CZE 1 | CZE 2 | AUT 1 | AUT 2 | IRL 1 | IRL 2 | MED 1 | MED 2 | GRE 1 | GRE 2 | ITA 1 | ITA 2 | Punti |
| --- | ---------------- | --------------------------- | ----- | ----- | ----- | ----- | ----- | ----- | ----- | ----- | ----- | ----- | ----- | ----- | ----- | ----- | ----- | ----- | ----- |
| 1   | Boris Chambon    | KTM Red Bull Factory        | 8     | 7     | 22    | 15    | 9     | 1     | 1     | 2     | 1     | 1     | 4     | 9     | 1     | 3     | 1     | 3     | 287   |
| 2   | Adrien Chareyre  | Husqvarna SIMA              | 7     | 8     | 3     | 5     | 5     | 5     | 2     | 3     | 4     | 6     | 5     | 5     | 3     | 6     | 2     | 1     | 284   |
| 3   | Eddy Seel        | Husqvarna Cross2R Factory   | 1     | 1     | 7     | 4     | 1     | 17    | 4     | 8     | 5     | 2     | rit.  | 3     | 5     | 1     | 23    | 6     | 256   |
| 4   | Frédéric Bolley  | Aprilia IP Off Road Factory | 22    | rit.  | rit.  | 2     | 6     | 6     | 3     | 1     | 2     | 3     | 3     | 2     | rit.  | 4     | 3     | 7     | 233   |
| 5   | Max Verderosa    | Honda Verderosa Racing      | 5     | 13    | 5     | 10    | 14    | 3     | 11    | rit.  | 8     | 8     | 2     | 4     | 4     | 5     | 5     | 4     | 222   |
| 6   | Massimo Beltrami | Honda HM Giletti Assomotor  | 3     | 4     | 25    | 24    | 3     | 2     | 8     | 5     | 20    | 5     | 1     | 8     | rit.  | 7     | 4     | rit.  | 196   |
| 7   | Jérôme Giraudo   | Aprilia IP Off Road Factory | 9     | rit.  | rit.  | rit.  | 4     | 4     | rit.  | 4     | 3     | 4     | rit.  | rit.  | 2     | 2     | 10    | 20    | 160   |
| 8   | Attilio Pignotti | Honda HM Giletti Assomotor  | 16    | 6     | 19    | 12    | 11    | 9     | 13    | 13    | 13    | 12    | 9     | 6     | 12    | 14    | 16    | 10    | 145   |
| 9   | Andrea Bartolini | Yamaha Ricci Racing         |       |       | 1     | 11    | 27    | 7     | 21    | 15    | 12    | 9     |       |       | 10    | 11    | 6     | 8     | 125   |
| 10  | Marc Fraikin     | KTM Lucky Time Racing       | 18    | 15    | 4     | 6     | 19    | 24    | 10    | 11    |       |       | 10    | 11    | 9     | 10    | 17    | 11    | 123   |
| Pos | Pilota           | Moto                        | EUR 1 | EUR 2 | BEL 1 | BEL 2 | CZE 1 | CZE 2 | AUT 1 | AUT 2 | IRL 1 | IRL 2 | MED 1 | MED 2 | GRE 1 | GRE 2 | ITA 1 | ITA 2 | Punti |

### Classifica finale costruttori S2
| Pos | Casa         | Paese    | EUR 1 | EUR 2 | BEL 1 | BEL 2 | CZE 1 | CZE 2 | AUT 1 | AUT 2 | IRL 1 | IRL 2 | MED 1 | MED 2 | GRE 1 | GRE 2 | ITA 1 | ITA 2 | Punti |
| --- | ------------ | -------- | ----- | ----- | ----- | ----- | ----- | ----- | ----- | ----- | ----- | ----- | ----- | ----- | ----- | ----- | ----- | ----- | ----- |
| 1   | Husqvarna    | Italia   | 1     | 1     | 3     | 4     | 1     | 5     | 2     | 3     | 4     | 2     | 5     | 1     | 3     | 1     | 2     | 1     | 168   |
| 2   | KTM          | Austria  | 6     | 7     | 4     | 6     | 8     | 1     | 1     | 2     | 1     | 1     | 4     | 9     | 1     | 3     | 1     | 3     | 167   |
| 3   | Aprilia      | Italia   | 9     | rit.  | rit.  | 2     | 4     | 4     | 3     | 1     | 2     | 3     | 3     | 2     | 2     | 2     | 3     | 7     | 148   |
| 4   | Honda        | Giappone | 3     | 2     | 5     | 3     | 3     | 3     | 8     | 5     | 8     | 5     | 1     | 4     | 4     | 5     | 4     | 4     | 148   |
| 5   | Yamaha       | Giappone | 25    | 20    | 11    | 11    | 16    | 7     | 9     | 15    | 9     | 9     | 6     | 7     | 10    | 11    | 6     | 8     | 92    |
| 6   | Suzuki       | Giappone | 13    | 16    | 9     | 7     | 15    | 11    | 7     | 10    | 6     | 10    | 12    | 10    | 7     | 16    | 11    | 13    | 88    |
| 7   | Kawasaki     | Giappone | 19    | 14    | 2     | 1     | 12    | rit.  | 23    | 22    |       |       | 8     | 16    | 19    | 21    | 18    | 27    | 41    |
| 8   | Husaberg     | Svezia   | 14    | 21    | 24    | 22    | rit.  |       | 6     | 24    |       |       | rit.  |       | 13    | 18    | rit.  | rit.  | 13    |
| 9   | Terra Modena | Italia   |       |       |       |       |       |       |       |       | 21    | 16    | 16    | 20    |       |       | 24    | 12    | 5     |
| 10  | TM           | Italia   | 27    | 18    | 23    | 26    | 18    | 26    | rit.  | 16    | rit.  | 14    | 21    | 18    | 23    | 24    | 25    | rit.  | 3     |
| Pos | Casa         | Paese    | EUR 1 | EUR 2 | BEL 1 | BEL 2 | CZE 1 | CZE 2 | AUT 1 | AUT 2 | IRL 1 | IRL 2 | MED 1 | MED 2 | GRE 1 | GRE 2 | ITA 1 | ITA 2 | Punti |